# Mohinder Suresh
(Mohinder Suresh, ai suoi studenti in India.)
Mohinder Suresh è un personaggio immaginario della serie televisiva Heroes, interpretato da Sendhil Ramamurthy e doppiato da Alessandro Rigotti.

## Biografia

### Prima stagione - Volume uno: Genesi
Figlio di Chandra Suresh, anch'egli genetista, Mohinder, segue le orme del padre. Gli studi di Chandra sul genoma umano gli avevano fatto credere a una possibile svolta dell'evoluzione. Con i suoi studi era riuscito ad identificare alcune tra le persone con poteri fuori dall'ordinario, come poter volare o avere la rigenerazione spontanea dei tessuti. Suo figlio divenne come lui insegnante di genetica in India e alla morte del padre, che si era trasferito in USA, decide di andare negli USA a continuare i suoi studi.
Mohinder, arrivato nel suo studio, conosce Eden McCain, una ragazza che aiutava suo padre negli studi. In seguito si rivelerà anche lei un soggetto avanzato, col potere della persuasione. Eden muore durante la prima stagione ma prima di sparire di scena chiede indirettamente scusa a Mohinder per averlo ingannato non rivelandogli il suo potere. Mohinder ritrova la lista di suo padre, frutto di un lungo e duro lavoro, che contiene i nomi di alcuni tra i molti "heroes" del pianeta. Mohinder decide di avere un compito preciso: trovarli, aiutarli con i loro poteri e metterli in guardia dai pericoli. In particolare, Mohinder è ansioso di trovare Sylar, che ha ucciso suo padre. Sylar riuscirà a ingannare Mohinder facendogli credere di essere solo una tra le tante persone speciali e quando Mohinder scoprirà il suo inganno, tenterà di ucciderlo. Verrà poi salvato da Peter Petrelli.
La sorella di Mohinder, Shanti, morì prima che lui nascesse: aveva una grave malattia che la portò alla morte. I suoi genitori gli nascosero la sua esistenza, ma con la morte di Chandra sua madre decise di rivelarglielo. La stessa malattia verrà poi diagnosticata in una bambina con poteri speciali, Molly Walker, che è in grado di sapere dove si trova una persona, ovunque ella sia, semplicemente pensando a lei. Mohinder aiuterà l'Impresa a salvarla dalla morte guarendola con il suo stesso sangue, in cui capirà esserci la cura alla malattia. Mohinder intuisce infatti che probabilmente il padre, dopo la morte della sorella, aveva preso le dovute precauzioni con il secondogenito, iniettandogli nel sangue la cura in questione. Egli si affezionerà molto alla bambina che farà fuggire dalla sede dell'Impresa assieme a Matt Parkman e Noah Bennet. in seguito sarà presente mentre Sylar e Peter si scontrano in Kirby Plaza.

### Seconda stagione - Volume due: Generazioni
Nella seconda stagione Mohinder si prende cura della piccola Molly insieme a Matt Parkman. Durante una convention incontra Bob Bishop, il nuovo direttore dell'Impresa, che lo invita a lavorare con lui. Mohinder accetta, ma solo per fare il doppio gioco con Noah Bennet con l'obiettivo di sabotare l'Impresa. Tuttavia, dopo che la sua paziente Niki cadrà vittima del virus Shanti, in una variante che nemmeno Mohinder può curare, tradirà Noah e racconterà tutto a Bob. Assieme a questo e sua figlia Elle, riuscirà in seguito a prelevare il miracoloso sangue della figlia dei Noah, che nel tentativo di opporsi rimarrà ucciso per le mani dello stesso Mohinder, che poi però lo rigenererà con il sangue di Claire. In questo modo Mohinder ottiene una cura per Niki, ma nel momento in cui sta per portargliela viene contattato da Sylar, il quale lo ricatta costringendolo a ritornare al suo appartamento. In queste circostanze il genetista conosce Maya, ragazza dominicana presentatagli da Sylar, la quale lo supplica di toglierle la sua "maledizione". Lo scopo di Sylar è farsi curare dal virus Shanti che ne debilita i poteri, e, nonostante Mohinder tenti di prendere tempo, alla fine il killer riesce a raggiungere tale proposito. A salvare Maya, Mohinder e Molly da morte certa è l'intervento di Elle Bishop.

### Terza stagione

#### Volume tre: Criminali
Nella terza stagione Mohinder, analizzando il sangue e degli ormoni di Maya, riesce a creare un siero che, se iniettato a persone normali, può dare superpoteri. Nonostante Maya lo supplichi di disfarsene, Mohinder, attratto dal potere decide di testarlo su sé stesso e, iniettandosene una dose acquista una forza straordinaria. Le sue caratteristiche fisiche migliorano da tutti i punti di vista, diviene inoltre in grado di aderire ai muri e emettere ragnatele. Il risvolto della sua abilità tuttavia è un visibile cambiamento a livello comportamentale, difatti lo scienziato diviene sempre più impulsivo e irascibile, tanto che, tornato a casa esaltato dai propri poteri, dichiara i propri sentimenti latenti ad una sorpresa Maya che però contraccambia. I due si baciano, e da lì incominciano una relazione.
Nel secondo episodio, Mohinder, dopo aver passato la notte con Maya si sveglia febbricitante e, guardandosi allo specchio, si accorge che sta mutando: infatti, sulla sua schiena compaiono delle placche bianche e dure sopra la pelle. Impaurito da ciò cerca disperatamente una cura, tuttavia preso da una natura sempre più bestiale inizia a catturare esseri umani e rinchiuderli in bozzoli nella cantina di casa sua per usarli come cavie. Quando però Nathan e Tracy Strauss lo scoprono, egli è costretto a fuggire chiedendo rifugio alla Pinehearst Company di Arthur Petrelli; qui porterà Maya, mantenendo la promessa di "guarirla" dai suoi poteri.
Lo scienziato inizierà dunque a lavorare alla versione esatta della formula, e nelle ultime puntate, ottenuti risultati positivi decide di iniettarsela per guarire dagli effetti collaterali dei suoi poteri; sfortunatamente gli verrà sottratta da Daphne Millbrook ed in seguito sarà legato da Peter e Flint e osserverà adirato la distruzione del suo laboratorio mentre la sua mutazione procede. Riuscito a fuggire prima dell'esplosione del palazzo e bagnato dalla formula, Mohinder si trova poi a vagare per strada con sembianze nuovamente umane; a raccoglierlo è un'auto guidata da Tracy Strauss.
Sappiamo da una Graphic novel che la donna, salvata una fiala della formula del soggetto avanzato cercherà di convincere lo scienziato a lavorare con lei per ricrearla, ma Mohinder, che ha già avuto abbastanza guai rifiuta e scappa con il siero che, poco dopo, distrugge.

#### Volume quattro: Fuggitivi
Nel quarto volume Mohinder, come tutti gli altri soggetti avanzati, viene ricercato dal governo. Sarà tra il carico di prigionieri del volo che Peter e Claire saboteranno e faranno precipitare.
In seguito si unirà a Peter e Matt nella squadra dei ribelli e parteciperà all'interrogatorio telepatico a Noah Bennet. Quando le loro operazioni saranno scoperte ed i soldati faranno irruzione tuttavia, Mohinder sarà l'unico del gruppo a non riuscire a fuggire ed a venire catturato.
In prigione Nathan chiederà aiuto al dottore per trovare una "cura" alle abilità; tuttavia l'uomo si rifiuterà di collaborare con il senatore ritenendolo un traditore.
Riuscirà a fuggire grazie all'evasione di massa progettata da Tracy, e accompagnerà all'ospedale Matt e Daphne, assistendo peraltro alla morte di questa, cercando invano di consolare Parkman.
In seguito l'uomo, dopo aver trovato dei documenti appartenenti al padre si recherà a Coyote Sand, qui verrà a sapere da Angela Petrelli, la complicità del padre nella creazione della Compagnia.
Quando gli altri se ne andranno a Washington lui resterà a Coyote Sand ad esaminare cosa aveva fatto il padre nel passato, però verrà nuovamente catturato dai governativi e riportato all'edificio 26. Riuscirà in seguito a fuggire grazie a Hiro e Ando quando questi demoliranno l'edificio, e si prenderà cura di Hiro, esausto per aver usato troppo il suo potere.

### Quarta stagione - Volume cinque: Redenzione
Mohinder vive a Chennai in India, dove ha iniziato una relazione con una sua studentessa: Mira.
Tuttavia, studiando le ricerche del padre risalenti al periodo di Coyote Sands, viene a sapere della nascita di un bambino tra i soggetti avanzati del campo capace di emettere magnitudi di intensità crescente se circondato da suoi simili. Preoccupato dalla minaccia rappresentata dalla creatura, che altri non è che Samuel, perfeziona uno strumento capace di localizzare i soggetti avanzati seguendo una debole vibrazione emessa dal loro sistema nervoso che aumenta d'intensità a seconda della loro forza. Seguendo la bussola costruita arriva fino al Luna Park dei fratelli Sullivan dove conosce Joseph e gli parla di ciò che ha scoperto sul fratello. Joseph rivela di esserne sempre stato a conoscenza ma che può tenerlo sotto controllo. Mentre parlano Samuel ascolta tutto e, pedinato Mohinder fino al suo appartamento con l'intenzione di prendere il video e scoprire come potenziare il suo potere scopre questi aver già bruciato il filmato ed in preda alla rabbia lo uccide.
Fortunatamente per lo scienziato, Samuel ricatterà Hiro al fine di viaggiare nel tempo e recuperare il film da Suresh prima che questi lo distrugga. Il giapponese riesce nella sua impresa ma comprendendo che Samuel avrebbe comunque ucciso Mohinder, al fine di salvare l'amico lo fa internare in un ospedale psichiatrico in Florida per tenerlo al sicuro le otto settimane necessarie perché Samuel gli restituisca Charlie. Verrà più tardi salvato da Ando e Hiro, i quali però, nel farlo evadere scatenano i cani della sicurezza. Per fuggire lo scienziato ha l'idea di sovraccaricare il potere di Hiro con quello di Ando, in questo modo, il gruppo riesce a teletrasportarsi al sicuro e Hiro recupera anche le complete funzionalità cerebrali.

## Heroes Reborn
Mohinder ora lavora per l'agenzia Renautas, inutili sono stati i tentativi di Angela Petrelli di fargli capire che la direttrice dell'associazione, Erica Kravid, è tutt'altro che una brava persona. Mohinder con i suoi studi scopre e preannuncia l'inversione dei poli e la tempesta solare per l'anno seguente che spazzerà via l'umanità, venendo a sapere che la Renautas già lo sapeva dato che spiava Mohinder da diverso tempo. Quest'ultimo capisce che Angela aveva ragione, e che Erika vuole la distruzione dell'umanità salvando solo suoi prescelti. Mohinder, con l'aiuto di una versione venuta dal futuro di Hiro Nakamura, cerca di fermare un agente della Renautas, il replicante Harris, che vuole far saltare in aria con dell'esplosivo le sue copie, in un attentato all'Humans & Evos United, un'occasione per celebrare e stimolare la coesistenza pacifica tra le persone normali e quelle dotate di abilità soprannaturali, ma non riesce nel tentativo, tra l'altro si presume che Mohinder sia morto investito in pieno da una delle esplosioni causate da una delle copie di Harris. Approfittando della sua presunta morte la Renautas dà a lui la colpa di tutto infatti un mutaforma che lavora per loro prendendo le sembianze dello scienziato ha rivendicato l'attentato.

## Poteri e abilità
Inizialmente Mohinder è un normale essere umano privo di poteri. Nella seconda stagione scoprirà che, essendo stato soggetto in fase embrionale agli esperimenti del padre per salvare la sorella Shanti, il suo sangue ha capacità curative in grado di guarire i soggetti avanzati affetti dal virus Shanti e permettergli così di poter usare nuovamente le proprie abilità. Tale capacità non ha effetto però su tutti i ceppi del Virus e, talvolta, il sangue dell'indiano necessita di essere mischiato a quello della giovane Claire Bennet per avere efficacia.
Nella terza stagione infine, riuscirà ad ottenere dal sangue di Maya (più precisamente dall'adrenalina) una particolare formula capace, secondo lui, di trasformare chiunque in un soggetto avanzato. Dopo essersi iniettato tale formula difatti, lo scienziato pare entrare in possesso di una forza sovrumana, simile a quella di Niki Sanders, tuttavia, il risvolto della medaglia è un radicale cambiamento del carattere di Mohinder, che diviene molto più aggressivo e irruente. Più avanti lo scienziato si accorge di altri cambiamenti tra cui, lesioni cutanee, una secrezione collosa dalle mani e l'adesione alle superfici verticali, ma nel frattempo, Mohinder è anche tristemente condannato a divenire sempre più folle e pericoloso, fino a rapire le persone e racchiuderle in bozzoli nel suo laboratorio. In un viaggio nel tempo effettuato da Peter, ci viene poi rivelato che l'imminente destino dello scienziato è quello di subire una profonda alterazione dell'aspetto fisico di cui però non vengono rivelate del tutto le fattezze. Alla fine del terzo volume tuttavia, Mohinder rimane schiacciato da alcuni contenitori contenenti la formula, ed entrando in contatto col suo contenuto recupera le sue normali sembianze umane, mantenendo però dei poteri acquisiti solo la superforza.

## Curiosità
La mutazione fisica e mentale subita inizialmente dal Dottor Suresh è molto simile a quella del protagonista del film La mosca di David Cronenberg.